# Tiago De Bail
Tiago Carpes De Bail (Itaqui, 5 maggio 1983) è un ex giocatore di calcio a 5 brasiliano.

## Carriera
De Bail era un laterale difensivo mancino dotato di una discreta capacità realizzativa.
Cresciuto nel Grêmio Náutico Gaúcho di Porto Alegre, gioca in seguito per alcuni dei maggiori club brasiliani, vincendo numerosi trofei statali e una Coppa del Brasile durante la militanza con il Minas. Due anni più tardi con la nazionale brasiliana under-20 vince il campionato continentale di categoria. Nel 2005 si trasferisce nel campionato spagnolo, militandovi per otto stagioni consecutive con le maglie di Benicarló, Burela, Prone Lugo ma soprattutto ElPozo Murcia e Cartagena. Ritornato in patria, gioca una stagione con il Green Team di Brasilia al termine della quale si accorda con la Lazio, debuttando in Serie A. Nell'aprile del 2015, in seguito ai tafferugli avvenuti durante la gara contro il Pescara, il giocatore riporta 25 punti di sutura al volto e un'infrazione della mascella. Al termine della stagione De Bail lascia la Lazio, trasferendosi al Napoli.

## Palmarès

### Competizioni nazionali
- Coppa del Brasile: 1

Minas: 2002

### Competizioni internazionali
- Campionato sudamericano Under-20: 1

Brasile: 2004